# Falkland Islands Government Air Service
El Servicio Aéreo del Gobierno de las Islas Malvinas (oficialmente y en inglés: Falkland Islands Government Air Service, también conocido por sus iniciales FIGAS) es una aerolínea con base en Puerto Argentino/Stanley, Islas Malvinas. Opera servicios de pasajeros programados a lo largo de las islas. Su base principal es el Puerto argentino. También realiza vuelos chárter, vuelos para excursiones y transbordo con la aerolínea chilena LAN (durante el verano).[cita requerida]
Los vuelos están disponibles los 7 días de la semana durante la temporada turística de verano (octubre a marzo) y 5 días a la semana durante los meses de invierno (abril a septiembre). Utiliza aeronaves especiales (cinco Britten Norman Islander)[cita requerida], ya que la mayoría de los asentamientos donde opera poseen pistas de atterizaje de hierba o tierra. Los horarios de vuelos se deciden con un día de antelación de acuerdo a las necesidades de los pasajeros y los horarios del día siguiente se publican cada noche. Los programas se basan en tres rutas - servicios de transporte: transfer Norte y transfer Sur, que cada uno tiene un vuelo diario, y el transfer Este - Oeste que tiene un vuelo a la mañana y otro a la tarde todos los días.
La aerolínea fue creada por el gobernador Miles Clifford en 1948, debido a que no existían servicios aéreos en las islas. Su primer vuelo fue en diciembre de ese año, e implicó un vuelo sanitario desde Brazo Norte hasta Puerto Argentino para llevar a una chica con peritonitis para que reciba ayuda médica en la capital.

## Destinos

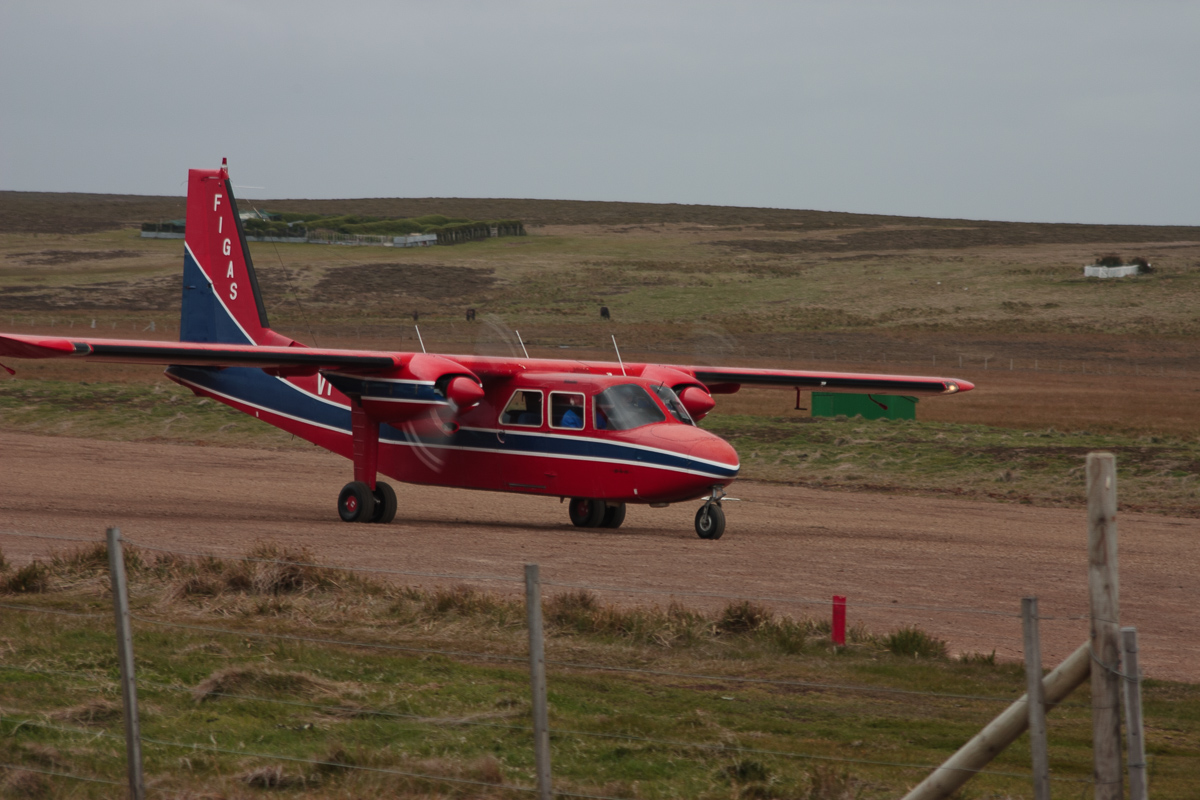
Un Britten-Norman aterrizando en la Isla de los Leones Marinos.

## Destinos[5]
Isla Soledad:
- - Isla Bleaker
  - Puerto Darwin
  - Estación Douglas
  - Isla George
  - Isla Lively
  - Monte Agradable
  - Brazo Norte
  - Puerto San Carlos
  - Salvador
  - San Carlos
  - Isla de los Leones Marinos
  - Isla Speedwell
  - Puerto Argentino/Stanley

Isla Gran Malvina:
- - Puerto Santa Eufemia
  - Isla del Rosario
  - Chartres
  - Director Dunnose
  - Bahía Fox
  - Cerro Cove
  - Puerto Calderón
  - Puerto Edgar
  - Puerto Mitre
  - Puerto Stevens
  - Roy Cove
  - Isla Trinidad
  - Walker Creek
  - Isla Weddell